# فرن آندرا
فرن آندرا (انگلیسی: Fern Andra؛ ۲۴ نوامبر ۱۸۹۳ – ۸ فوریه ۱۹۷۴) هنرپیشه اهل ایالات متحده آمریکا بود. وی بین سال‌های ۱۹۱۳ تا ۱۹۳۰ میلادی فعالیت می‌کرد.
وی در فیلم‌هایی همچون چشمان جهان و اخطار نقش‌آفرینی کرده‌است. او همچنین در سال ۱۹۲۰ در فیلم صامت آلمانی «مادام رکامیه» نقش آفرینی کرد.

## نگارخانه

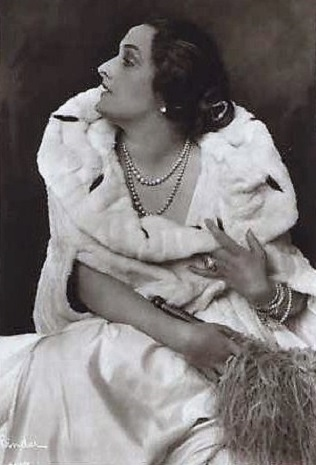
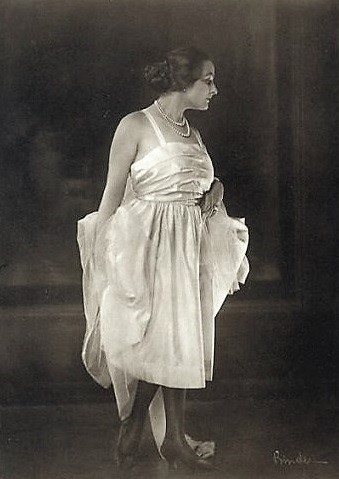
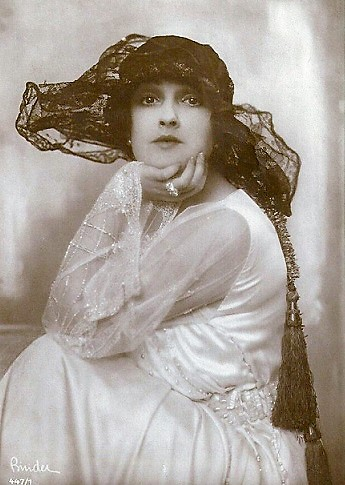
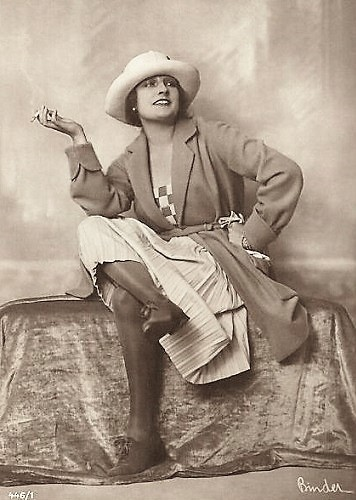
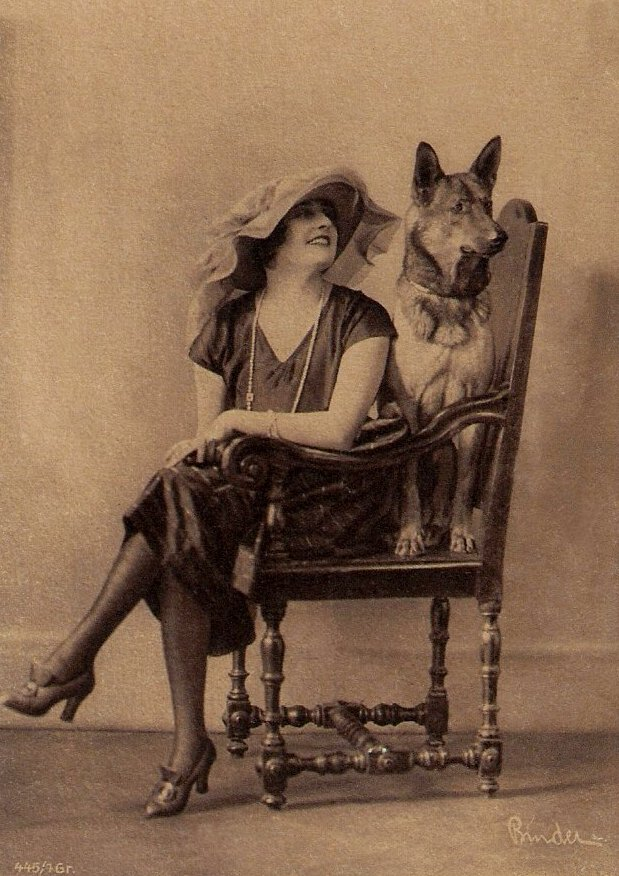